# Camponotus subtilis
Camponotus subtilis é uma espécie de inseto do gênero Camponotus, pertencente à família Formicidae.